# Laboratoire Parole et langage
Vous pouvez aider à l'améliorer ou bien discuter des problèmes sur sa page de discussion.
- Il ne cite pas suffisamment ses sources. Vous pouvez indiquer les passages à sourcer avec {{référence nécessaire}} ou {{Référence souhaitée}}, et inclure les références utiles en les liant aux notes de bas de page. (Marqué depuis décembre 2021)
- Certaines informations de ses informations et de l'encadré à droite divergent. Date de création Si vous connaissez la ou les informations exactes, vous pouvez apporter des corrections dans le texte ou sur Wikidata. (Marqué depuis décembre 2021)

- Archive Wikiwix
- Bing
- Cairn
- DuckDuckGo
- E. Universalis
- Gallica
- Google
- G. Books
- G. News
- G. Scholar
- Persée
- Qwant
- (zh) Baidu
- (ru) Yandex
- (wd) trouver des œuvres sur Wikidata

Le laboratoire Parole et langage (LPL) est une unité de recherche du CNRS associée à l'Université d'Aix-Marseille. Créé en 1972 sous la désignation Institut de phonétique, il accueille aujourd'hui des phonéticiens, des linguistes, des informaticiens, des psychologues, des physiologistes et des médecins. Les activités du LPL portent sur les mécanismes impliqués dans la production, la perception et la compréhension du langage oral et du langage écrit dans leurs contextes naturels d’occurrence. Ses travaux s'inscrivent sur plusieurs axes : analyse des processus physiologiques et cognitifs ; description et formalisation ; mécanismes discursifs et interactifs ; altérations, dysfonctionnements et handicap. 
Ce laboratoire se distingue dans la communauté des sciences du langage par ses méthodes de recherche axées sur l'expérimentation et la formalisation, empruntées aux sciences de l'ingénieur et aux sciences de la vie, de la linguistique expérimentale à la linguistique de terrain, en passant par la phonétique, la psycholinguistique, la neurolinguistique, le traitement automatique des langues, la sociolinguistique, la didactique et l’étude des dysfonctionnements de la parole et du langage. Cette interdisciplinarité explique, au-delà d'une forte activité fondamentale, l'importance des applications développées à partir des recherches menées en son sein dans les domaines du traitement de l'écrit, de l'intelligibilité du message parlé, de la conversion texte-parole de qualité, de l'évaluation et de la rééducation des dysfonctionnements de la voix, de la parole et du langage.

## Activités
Le LPL assure la responsabilité scientifique et technique d'une composante du Speech & Language Data Repository chargé de la mutualisation et de l'archivage pérenne des données orales et de leurs enrichissements. Ce service a été mis en place en collaboration avec le Centre informatique national de l'enseignement supérieur et s'intègre à la nouvelle plateforme « ORTOLANG » hébergée par l'Institut de l'information scientifique et technique.
Le LPL dispose d’une plateforme technique unique en Europe, regroupant un ensemble d’instruments pour l’investigation de la production et la perception de la parole : électro-encéphalographie, suivi oculaire, articulographie, glottographie, électro-palatographie, évaluation articulatoire, test de perception, etc. Cette plateforme est mutualisée au sein du Centre d’expérimentation sur la parole sous la responsabilité du LPL.
Dans son évaluation de 2010, l'AERES (organe d'évaluation des structures de recherche) conclut que « le LPL s’impose [...] comme un acteur majeur des sciences du langage en France [...] et présente globalement une très bonne visibilité internationale. ».